# Rosa de América
Rosa de América es una película de Argentina en blanco y negro dirigida por Alberto de Zavalía según el guion de Ulyses Petit de Murat y Homero Manzi que se estrenó el 16 de mayo de 1946 y que tuvo como protagonistas a Delia Garcés, Orestes Caviglia, Antonia Herrero, Ernesto Vilches y Elsa O'Connor.

## Sinopsis
El filme se refiere a la vida de Santa Rosa de Lima.

## Reparto
- Delia Garcés …Santa Rosa de Lima
- Orestes Caviglia
- Antonia Herrero
- Ernesto Vilches
- Elsa O'Connor
- Enrique Álvarez Diosdado
- Josefina Díaz
- Angelina Pagano
- Aída Alberti
- Domingo Sapelli
- Leticia Scury
- Rafael Frontaura
- Alberto Contreras
- Lydia Quintana
- Francisco López Silva
- Domingo Márquez
- Ricardo Canales
- Alfredo Alaria …Extra
- Ricardo Trigo
- Domingo Mania
- Manuel Perales

## Comentarios
La crónica de La Nación dijo que la película “tenía un tono del dignidad muy propio, animando con buen gusto, el movimiento de las imágenes y realzando la calidad de su mensaje” y Manrupe y Portela escriben que se trata de una “biografía costosa y extensa para el lucimiento de la protagonista. Los valores de producción y ambientación, notables.”
Roland en El Hogar escribió:

”Se dice un gran espectáculo…a Alberto de Zavalia, como en Malambo, volvió a faltarle el brillo requerido y limitó la posible epopeya al drama individual de la iluminada peruana, pero encaró con dignidad de recursos el fondo religioso.